# Goriški Slovenec
Goriški Slovenec je bilo glasilo italijanskih oblasti
za Slovence.
Časopis je izhajal med leti 1919-1921 v Gorici dvakrat na teden. Njegov urednik je bil Karol Jušič, ki je v nasprotju z narodnjaškim liberalno-krščanskosocialnim taborom zagovarjal stališče prilagajanje slovenske narodne manjšine italijanski stvarnosti in sodelovanje z oblastmi, kar naj bi bili metodi za ohranitev narodnosti. Glasilo je zaradi svoje nepopularnosti in zaradi prehoda oblasti v roke fašistov leta 1921 prenehalo izhajati; nasledila ga je fašistično usmerjena Nova doba.